# Дорошово (Ленинградская область)
Дорошово — деревня в Цвылёвском сельском поселении Тихвинского района Ленинградской области.

## История
Деревня Дорошева упоминается на «Специальной карте западной части России» Ф. Ф. Шуберта 1844 года.

ДОРОШОВО — деревня Сугоровского общества, Ильинско-Сяського прихода. 

Крестьянских дворов — 8. Строений — 15, в том числе жилых — 9.

Число жителей по семейным спискам 1879 г.: 15 м. п., 18 ж. п.; по приходским сведениям 1879 г.: 15 м. п., 22 ж. п.

В конце XIX — начале XX века деревня относилась к Сугоровской волости 1-го земского участка 1-го стана Тихвинского уезда Новгородской губернии.

ДОРОШЕВО — деревня Сугоровского общества, дворов — 13, жилых домов — 13, число жителей: 29 м. п., 32 ж. п.
 
Занятия жителей — земледелие, лесные промыслы. (1910 год)

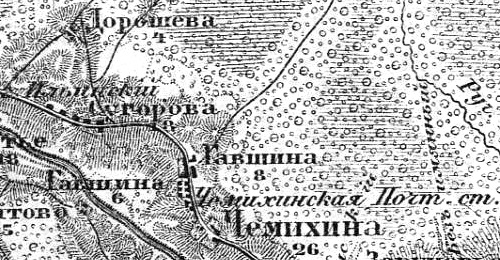
Деревня Дорошово на карте 1913 года

Согласно карте Петроградской и Новгородской губерний 1913 года деревня называлась Дорошева насчитывала 4 крестьянских двора.
Согласно карте Ленинградской области Северо-западного аэрогеодезического треста ГГУ издания 1932 года деревня насчитывала 6 крестьянских дворов.
По данным 1933 года деревня Дорошово входила Ильинского сельсовета.
По данным 1966, 1973 и 1990 годов деревня Дорошово также входила в состав Ильинского сельсовета.
В 1997 году в деревне Дорошово Ильинской волости проживали 6 человек, в 2002 году — 8 человек (все русские).
В 2007 году в деревне Дорошово Цвылёвского СП проживали 5 человек, в 2010 году — 1.

## География
Деревня расположена в юго-западной части района на автодороге 41К-932 (Чемихино — Дорошово) к северу от автодороги А114 (Вологда — Новая Ладога).
Расстояние до административного центра поселения — 13 км.
Расстояние до ближайшей железнодорожной платформы Черенцово — 6 км.
Деревня находится близ правого берега реки Сясь.

## Демография
| 1879 | 1910 | 1997 | 2002 | 2007 | 2010 | 2017 |
| ---- | ---- | ---- | ---- | ---- | ---- | ---- |
| 33   | ↗61  | ↘6   | ↗8   | ↘5   | ↘1   | ↗4   |

### Национальный состав
Согласно данным Всероссийской переписи населения 2021 года в деревне проживал 1 человек, русский.

## Улицы
Полевая.